# Таузаткуль
Таузаткуль (также Таузатколь) — бессточное солёное озеро в Челябинской области России, расположено в междуречье рек Уй и Миасс, юго-восточнее озёр Дуванкуль и Мышайкуль, юго-западнее озера Буташ.
Зеркало озера расположено на высоте 194 метра над уровнем моря. Площадь озера — 14,5 км². Территория водосбора охватывает площадь 159 км². Имеет овальную форму, длина около 5,3 км, максимальная ширина в центральной части — 3,4 км. Вода прозрачная, хлоридно-натриевого типа, сильно солёная (120-200 г/л), из-за чего зимой озеро не замерзает. Максимальная глубина 0,5 м, средняя глубина — 0,3 м. Объём воды в водоёме равен примерно 4 000 000 м³.
Озеро бессточное, значительных притоков не имеет. Дно илистое, ровное. Береговая линия слабо изрезана. Берега низкие, покрытые солончаками, к юго-западному берегу примыкает лесополоса. Ближайший населённый пункт, деревня Татарка, расположен в 1,5 км к северу. Преимущественный тип питания снего-дождевой.
Рыба в озере отсутствует из-за высокой солёности воды, обитают рачки жаброноги. Водная растительность также отсутствует.